# داستان دو خواهر
داستان دو خواهر فیلمی محصول کره جنوبی در ژانر وحشت روان‌شناختی و درام است که در سال ۲۰۰۳ منتشر شد.
فیلم داستان دختری نوجوان را روایت می‌کند که پس از گذراندن مدتی در یک آسایشگاه روانی، نزد پدر، مادر ناتنی و خواهرش بازمی‌گردد.
فیلم واکنش‌های بسیار خوبی از طرف منتقدان دریافت کرد و در جشنوارهٔ فیلم پورتو (فانتاس‌پورتو) به عنوان بهترین فیلم انتخاب شد. این فیلم، نخستین فیلم کره جنوبی در ژانر وحشت بوده که در سینماهای آمریکا به نمایش درآمده و همچنین پرفروش‌ترین آنها می‌باشد.